# あしたのジョーの登場人物
あしたのジョーの登場人物は、高森朝雄（梶原一騎）原作、ちばてつや作画の漫画作品、及びそれを原作とするアニメ作品・実写映画『あしたのジョー』に登場する架空の人物の一覧である。

## 主要登場人物

### 丹下ジム
矢吹 丈（やぶき じょう）
声 - あおい輝彦（アニメ版・ダイハツ タントカスタム他関連CMやパチスロ含む） / 富山敬（パイロットフィルム版） / 安原義人（ラジオドラマ版） / 牛崎敬子（『1』幼少時）
演 - 石橋正次（1970年実写映画版） / 山下智久（2011年実写映画版）
本作の主人公。長い前髪と、引き締まった身体が特徴。擦り切れたベージュのコートと、赤い（オレンジにも見える）ハンチング帽をいつも身につけている。ケンカ屋。生まれてからずっと施設で育った。しかし施設の退屈な暮らしに嫌気がさし脱走を繰り返し、やがて物語の舞台であるドヤ街にフラリと現れた。その際丹下段平と出会い、天性の拳闘の才能を見抜かれボクシングの道を勧められたが乗り気ではなく、相変わらずの非行を続ける。ドヤ街で詐欺行為を行い逮捕、特等少年院に送られた後も度々問題行為を起こすが、ある日、プロボクサーであり、後に宿命のライバルとなる力石徹に打ちのめされる。初めて喧嘩で叩きのめされたジョーは「打倒力石」に夢中となり、ドヤ街で出会った段平指導の下、ボクシングを始める。刑期を終えた後は段平と共にプロボクサーとしての道を歩み、多くのライバル達と拳を交えていく。
粗野でケンカっ早く素直では無い性格だが、時折明るくお調子者の一面ものぞかせる。不遇な生い立ちからか、夢も目標もなく気ままに暴れるだけの孤独な不良少年だったが、初めは打倒力石の手段でしかなかったボクシングに次第に魅入られていき、後に人間的にも成長を見せた。女心に鈍感で細やかな人付き合いは苦手だが、本質的には義理堅く弱者に優しい人柄である。しかし心の中に野獣のような荒々しい、恐ろしい一面が棲んでいるのも事実で、ジョーと付き合いの長い人でも、その野獣の一面を感じて離れていってしまう悲劇も経験している。力石徹に対するテンプルへの一撃が彼の死の一因となったことから、一時期相手のテンプルを打てない状態（イップス）になっていた時期があったが、のちに克服。身体の成長による減量苦も同じく減量に苦しんだ力石への思いを武器に乗り越えた。
階級はバンタム級。少年院時代、テクニックで圧倒的に上の力石に対抗するために段平に叩き込まれた、「両手ぶらり」（ノーガード）で相手の攻撃を誘ってから一打必倒の威力を誇るクロスカウンターを叩き込む戦法をプロデビュー当初も盛んに使用していた。並外れた強打と不屈の闘志で何度でも立ち上がる驚異的な打たれ強さに天性の勘、野性の本能を持ち、クロスカウンターにさらにカウンターを合わせるダブルクロス、さらにそこにカウンターを合わせるトリプルクロスを使うなど技術力も高い。力石戦以降はガードの技術も向上した。対ホセ戦ではホセの使うコークスクリューパンチを体得し無意識のうちに打ってしまうなどボクシングセンスもずば抜けている。元々、ボクシングに詳しくなく、刑務所での拳闘も特殊なルールばかりであったことから、ボクシングの常識やルールを全く理解していなかったが、反則にならない奇策を編み出してハリマオに一矢むくいたり、ホセ戦ではダメージで自分は片目が見えなかったが、ケガの功名で、自分でもどこに飛ぶか分からないパンチで、完璧な隙の無さをみせるホセにパンチを当て、さらには小技を使って自分は打たれ強いとアピールをしていたホセの心理トリックを見破り、実際には打たれ弱いことを見抜くなど、頭脳的な面も見せるようになる。最終的なボクシングキャリアは東洋太平洋チャンピオン（2度防衛）、WBC世界ランキング4位（アニメではWBA・WBCの1位のレオン・スマイリーにも勝利している）。

丹下 段平（たんげ だんぺい）
声 - 藤岡重慶（アニメ版） / 青野武（ボクシングマニア版） / 名古屋章（パイロットフィルム版） / 斉藤晴彦（ラジオドラマ版） / 渡部猛（あしたのジョー 〜まっ白に燃え尽きろ!〜、闘打 ～タイピング泪橋～） / 山口智充（パチスロ版） / いずみ尚（パチスロ『2』） / 佐橋大輔（ガンリキ）（キリンビバレッジ メッツコーラCM、ダイハツ タントカスタムCM、“矢吹丈 対 力石徹”完全実況中継）、JT「スーシャルディスタンス」キャンペーンWeb CM『あしたの喫煙所』/ 山崎弘也（ブラザー工業 PRIVIO CM）
演 - 辰巳柳太郎（1970年実写映画版） / 香川照之（2011年実写映画版）
坊主頭に黒の眼帯、顔や頭に古傷がある出っ歯の中年男。通称「拳キチ」（「拳闘キチガイ」の略。再放送では差別用語として音声が消される場合も）。いつも腹巻をつけ、杖をついて歩いている。
かつては日本タイトルに挑戦するほどの強豪プロボクサーであったが、左目の怪我が元でタイトルマッチを直前にしながら引退。極西拳闘クラブというジムの会長に就任するも、所属選手との衝突などの理由から経営は軌道に乗らず、巨額の負債を抱えて解散に追い込まれる。その後はなかば自暴自棄になり、ドヤ街でわずかな日銭を稼いでは酒に溺れる荒れた生活を送っていた。
偶然に出逢ったジョーの天性のパンチ力に惚れ込んだ段平は、彼を一流のボクサーに育てることを決意。ジム再建のために酒をやめ、昼夜を問わず働き始める。自分の誘いに乗らないまま少年院に連行されたジョーに「あしたのために」から始まる手紙による通信教育や、自ら少年院に出向き実地指導をするなどして彼にボクシングの基礎を叩き込んでいった。策士な一面もあるが、ジョーに指示を無視されたり大舞台に呼ばれると舞い上がってしまうなどセコンドとしては未熟な面も見られる。また、現役時代はそれなりの実績を残したにもかかわらず「自分の中では満足しない」など自分に厳しい一面もあるが、悪く言えば他人に自分の意見をおしつけるところがあり、ジョーの怒りを買うこともしばしばであった。引退後も強さは健在であり、スパーリング中にジョーを失神させている。
丹下拳闘クラブは泪橋の下にある粗末な木造小屋であり、そこでジョー・西と3人で暮らしている。ジョーが東洋太平洋チャンピオンになった後、泪橋の近くに新たなジム（丹下ジムに改称）を建設して移転し、門下生をとるようになった。

マンモス西
声 - 西尾徳（1） / 岸部シロー（劇場版、劇場版2） / だるま二郎（2） / 郷里大輔（ボクシングマニア版） / 乃村健次（闘打 ～タイピング泪橋～） / 西松和彦（あしたのジョー 〜まっ白に燃え尽きろ!〜） / 三宅健太（パチスロ『2』）
演 - 山本正明（1970年実写映画版） / 勝矢（2011年実写映画版）
本名・西寛一（にしかんいち）、大阪出身。ジョーの最初で最大の友人。腕っ節が強い巨漢で、ジョーが最初に入れられた少年院鑑別所で部屋のボスとして君臨していたが、入所してきた新入りのジョーをリンチしようとして、逆に叩きのめされた。特等少年院に送られてからは過酷な生活を送らなければならない恐怖から鑑別所時代の尊大な態度は全く影を潜め、気が小さく臆病な本性を露呈した。
少年院を退院後は、ジョーと共に丹下拳闘クラブに入門。粗暴な不良少年だった頃とはうって変わって真面目な好青年に成長し、ボクシングの練習に励む傍ら林食料品店（通称：林屋）で働き始めた。
一時期、かなりの巨漢ゆえ、ミドル級（日本では実質的な最重量級）のリミットにするため、過酷な減量にチャレンジするも、耐えることが出来ず、夜な夜な屋台へ通ってうどんを食べていたが、ジョーに見咎められ仕置きを受けてからは真面目にボクシングに取り組む。
拳の骨折を機に成績が上がらなくなり、ボクシングを諦め林屋に就職。店を繁盛させ、新車を購入し古い車を丹下拳闘クラブに寄贈するなど商才を見せている。後に林屋の店主の娘、林紀子と結婚、引退後は若干細身になっている。原作では紀子と結婚後、ボクシングとは関わらなくなるが、アニメ版では最後までセコンドとしてジョーをサポートしている。

河野（こうの）
声 - 植木誠（あしたのジョー 〜まっ白に燃え尽きろ!〜）
新ジムの練習生として丹下ジムに入会。原作漫画では引退後の西に代わってジョーのセコンドに付くがアニメ版では引き続き西がセコンドを務めており、実質その他の練習生として扱われアニメでの登場は確認されていない。ジョーも期待しており、練習の面倒を見ることが多い。入会前はチンピラも除けて通るほど鳴らしており、腕っ節は強いらしいが、ジョーとのスパーリングでは逃げ腰気味であった。原作漫画ではホセ・メンドーサ戦のセコンドにも付いている。カーロスのボタンを止めてやるのも原作漫画では河野の役であるが、アニメでは西であり、実質的にアニメでは存在しない扱いとなっている。ただしアニメ『2』の33話において一度だけジョーからの指名でスパーリングを行っている（名前は「かわの」と呼ばれているがキャラクターは同一）。

### 白木ジム
白木 葉子（しらき ようこ）
声 - 西沢和子（アニメ版『1』） / 恵比寿まさ子（アニメ版『1』34話 - 44話） / 檀ふみ（劇場版、劇場版2） / 田中エミ（2） / 世戸さおり（ダイハツ タントカスタムCM） / 牛田裕子（ドラマ『アオイホノオ』） / 柳瀬なつみ（闘打 ～タイピング泪橋～） / 金月真美（ボクシングマニア版）/ 木村亜希子（あしたのジョー 〜まっ白に燃え尽きろ!〜） / 田中敦子（キリンビバレッジ メッツコーラCM版、パチスロ『2』）
演 - 高樹蓉子（1970年実写映画版） / 香里奈（2011年実写映画版）
日本有数の大富豪である白木財閥の令嬢。本作のヒロイン。オールバックの髪形で、いつも白っぽいワンピースや白スーツ姿の美人。気丈でプライドが高く、他人にも自分と同等の品性を求めるところもある。
物語の初期、彼女がドヤ街で慈善事業を行っていた事に目をつけたジョーと子供達が企てた寄付金詐欺の被害者となり、その後段平と子供達を伴って、ジョーの送られた特等少年院へ慰問に訪れたが、彼女達が催した劇の内容に憤ったジョーに公衆の面前で罵倒される（この一件がきっかけで、ジョーは初めて力石とリング上で闘うことになる）。この事件からジョーを嫌悪していた。
力石とは親密な関係であったようで、ジョーとの一戦に向けての過酷な減量で疲弊しきり、錯乱して水を求める力石に涙ながらに白湯を差し出す（力石はその葉子の姿に正気を取り戻し、それを固辞した）等、大事に想っていたようである、それもあってか、ジョーとの一戦で力石が命を落とした後、ボクシングへの情熱を失いかけたジョーに対して「（ジョーも）リングの上で死ぬべき」と痛烈な一言を浴びせている。
その後、再びボクシングへの情熱を取り戻し、ボクサーとして成長していくジョーに思う所があったのか、会長を引退してジムを畳むという祖父・幹之介に直談判して、白木ジムの会長に就任、様々な問題からなかなか試合をさせて貰えないジョーに対戦相手を仲介したり、ジョーの弱点克服のためにボクサーを招聘して対戦させる（イップス対策としてカーロス・リベラ、野性を取り戻させる目的でハリマオ）など、ボクサーとしてのジョーの成長にサポートをおこなっていった。
物語の終盤、ホセ・メンドーサとの一戦を前にして、すでに重いパンチドランカーの症状に蝕まれていたジョーに自らの想いを伝え、リングに上がらないでほしいと懇願するも、ジョーはその想いを振り切ってリングに上がる、試合中にはホセに一方的にいたぶられるジョーを見ていられずに会場から去ろうとしたが、ジョーの思いを汲み取り、彼の闘いを最後まで見届けるべく会場に戻り、タオルを投げようとしていた段平を制して、ジョーに激励の言葉をかけた。
ホセとの試合後、ジョーから「あんたに貰って欲しい」と血で染まったボクシンググローブを手渡されている。
力石 徹（りきいし とおる）
声 - 仲村秀生（アニメ版） / 細川俊之（劇場版、劇場版2） / 堀秀行（ボクシングマニア版） / 清水綋治（ラジオドラマ版） /  中田譲治（闘打 ～タイピング泪橋～） / 石井康嗣（あしたのジョー 〜まっ白に燃え尽きろ!〜）/ 東地宏樹（パチスロ『2』）
演 - 亀石征一郎（1970年実写映画版） / 伊勢谷友介（2011年実写映画版）
作品前半での、ジョーとは互いに認め合う最大のライバル。大柄な体格と、彫りの深い顔が特長。キザで無愛想だが、冷静さと優れた洞察力を持っている。
ウェルター級6回戦（通常のC級からではなくB級から）でデビュー後、13連続KO勝利を続ける天才ボクサーであったが、試合中に野次を飛ばした観客を殴って負傷させたため、特等少年院送りとなった。特等少年院ではジョーの脱走を妨害し、以後、ジョーとボクシングの試合をすることになる。当初はジョーを見下していた力石だったが、特等少年院での対戦後はジョーをライバルとして認めた。出所した後、フェザー級でプロに復帰した。
ジョーがバンタム級で活躍し始めると、力石は特等少年院での決着をつけるために、バンタム級まで自分が減量に挑むこととした。壮絶な戦いの末にダブルクロスをアッパーによるトリプルクロスで破り、勝利を得たものの、試合終了直後、減量苦と試合でのダメージにより息を引き取る（リング上で、握手を求めるジョーにニヤリと笑って応えようと手を差し出しその姿勢のまま倒れた。王座認定証を受けることもチャンピオンベルトを締めることもなかった）。ジョーは力石の死後も、かなりの間、彼のトラウマに悩まされ続けた。力石はジョーのライバルでありながら読者ファンの間で人気が高く、連載当時には講談社主催で、実際に力石の葬式が行われている。
力石のモデルは、空手家・キックボクサーの山崎照朝である。
元々は、力石はジョーの少年院時代だけのライバルという設定であり、作画のちばてつやは力石をジョーよりも大柄に描いていたが、原作者の高森朝雄が力石の顔を見て非常に気に入り、ジョーと力石をいずれプロボクシングの試合で戦わせたいと主張するようになった。しかし、実際にジョーと力石を試合で対戦させるには、ジョーと力石を同じ体重にする必要があり、読者にわからないようにいつの間にか階級を落としていくが、力石に大幅な減量が必要になってしまい、上記のような過酷な減量が行われた結果、最終的に力石が死んでしまうというストーリー展開にせざるを得なかった。力石は本来のウェルター級の66kgからフェザー級の57kgまで、さらにそこからバンタム級の53kgまで、合わせて13kgの差があり、それは元々絞っている状態であることを考えれば、13kgどころか遥かに度を越える驚異的な減量である。『トリビアの泉 〜素晴らしきムダ知識〜』で力石の当初の階級であるウェルター級からジョーの階級であるバンタム級まで減量は可能かとプロのトレーナーに問い合わせた際には「絶対無理です! そんなことしたら死んでしまいますよ!」という回答が来たといい、その点においては力石の死は極めて当然であったとも言える。力石の死の直前に本作がアニメ化される話が持ち上がり、その時点で力石の人気はジョーよりも上回っており、テレビ局と編集部側からは「力石を死なせない方がいいのでは？」との意見が出ていたが、ちばは「せっかくここまで辻褄を合わせたのが台無しになってしまう」とストーリーの変更に反対したという。また、2人を同じ体重にするには上記の通りジョーの体重を増やす方法も考えられたが、それでは痩せた力石とふっくらしたジョーが戦うのは絵にならないという理由で断念したちばは力石を「もっと万全な体調でリングに上げたかった」「彼には申し訳ないと思っている」と悔やんでいる。アニメ第1期のエンディングテーマは力石。なお減量で極限の状態になるさまは、ちばてつやが見た満州で味わった飢えの経験をベースにしている。著者は後に「おなかがすいたっていうのはどういう状況か自分でも分かる。そういう人たちの表情ややつれ方も、目がギョロギョロしてカサカサになっていく。そういう状況を見ていましたから」と述べている。

白木 幹之介（しらき みきのすけ）
声 - 和田啓（アニメ『1』） / 大木民夫（劇場版、劇場版2、アニメ『2』、パチスロ『2』） / 蓮岳大（あしたのジョー 〜まっ白に燃え尽きろ!〜）
演 - 見明凡太朗（1970年実写映画版） / 津川雅彦（2011年実写映画版）
白木財閥の創始者で若い頃にしていたボクシングが忘れられず、また将来のチャンピオン候補である力石のために白木ボクシングジムを設立した。白木葉子の祖父で、力石の死後は名誉会長を辞任する。

### ライバル
ウルフ金串（ウルフ かなぐし）
声 - 加藤修（話数により今西正男）（1） / 中村俊安（劇場版） / 納谷六朗（劇場版2、2、パチスロ『2』） / 矢尾一樹（闘打 ～タイピング泪橋～） / 塩屋浩三（ボクシングマニア版） / 永野善一（あしたのジョー 〜まっ白に燃え尽きろ!〜）
演 - スピーディ早瀬（1970年実写映画版） / 虎牙光揮（2011年実写映画版）
アジア拳ジム所属。「未来の世界チャンピオン」「アジア拳の金の卵」と言われたバンタム級の大型若手ボクサー。五分刈り頭。性格は短気で、冷酷な部分もある。全日本新人王決定戦でバンタム級の新人王となった直後控え室で絡んできたジョーにストレートを放つが「クロスカウンター」の餌食となりジョーと引き分ける。以降「クロスカウンター」封じの「ダブルクロスカウンター」を編み出しジョーと互いのA級ライセンス切り替えを賭けた試合に臨む。その試合ではジョーに「ダブルクロスカウンター」を命中させダウンに追い込むも「ダブルクロス」にさらにカウンターしたジョーの「トリプルクロスカウンター」に敗れ顎を砕かれる、試合後にその試合で負った負傷がもとで引退に追い込まれる。
引退後はヤクザの用心棒となっていたが、喧嘩でゴロマキ権藤に痛めつけられているところをジョーに助けられた。原作ではその場でジョーとの接触はなく、一方的にジョーに助けられたのみで、その後はジョーとホセの試合で試合場にいることが確認できるのみであった。アニメではその後、東洋太平洋チャンピオンになったジョーと再会した折に、30万円を寸借詐欺して姿をくらましたように思われたが、世界タイトルマッチ直前にきちんと返済している。また、劇中に恋人やその弟も登場した。

タイガー尾崎
声 - 飯塚昭三（1） / 石丸博也（2） / 江川央生 （ボクシングマニア版） / 高杉航大 （あしたのジョー 〜まっ白に燃え尽きろ!〜）
大洋拳ジム所属のボクサーで、日本バンタム級チャンピオン。
力石との試合後、破竹の勢いで連勝を重ねるジョーに危機感を持った他のジムの会長達による「ジョーの合法的な抹殺」の刺客として選ばれる。
ジョーのスパーリングを偵察し、ジョーが顔面を打てないと完璧に見切り2ラウンドでジョーを下す。さらにはそれからジョーと対戦した原島のセコンドに立ってアドバイスする等徹底的にジョーを排除しようとした。
その後、カーロスと試合を行う事になり、意気揚々と試合に挑んだがそれまでのカーロスの演技に完全にだまされており1ラウンドわずか16秒でKOされ失禁までする醜態をさらしてしまった。

カーロス・リベラ
声 - 広川太一郎（1） / 中井和哉（ボクシングマニア版） / 中尾隆聖（2、パチスロあしたのジョー2版、あしたのジョー 〜まっ白に燃え尽きろ!〜 、あしたのジョー 闘打 ～タイピング泪橋～） / ジョー山中（劇場版2）
ベネズエラ出身の天才的ボクサー。陽気な性格の伊達男。世界ランクは6位に留まっているが、それはカーロスの実力を恐れた上位ランカーらが対戦を避けているためだと囁かれるほどの実力者。その強さから「無冠の帝王」「ベネズエラの戦慄」「餓えた黒豹」など多くの異名を持つ。本来は反則である肘打ちをパンチに織り交ぜ、それをレフリーに気づかせない等の高等技術としたたかさを兼ね備えている。
葉子がジョーのイップスを治させるために来日させ、ジョーを下した南郷や原島に対し、真の実力を見せずにラッキーパンチや相手の棄権という形で下す。その真の実力を見抜き彼に興味を持ったジョーと白木ジムでスパーリングを行い、当初は軽い気持ちだったが、ジョーの「クロスカウンター」を受けてついに本気になる。丹下たちによりスパーリングは中断するも、後日、ジョーを下したタイガー尾崎に真の実力を見せつけ勝利。両者の希望と葉子の提案で、後楽園球場特設リングにてエキシビションマッチを行う。腕でロープの反動を封じる戦法で「クロスカウンター」を封じジョーをダウンさせるも、今度はジョーに攻撃をかわされアッパーでダウン。最後は頭突きや肘打ちなどお互いにルールを無視した反則だらけの試合になりノーコンテストになる。
その後、ホセとの試合でコークスクリューパンチを受けたことにより、重度のパンチドランカーになる。それを機にマネージャーにも見捨てられて行方不明になり、ジョーのハリマオ戦で再会した際に白木ジムが引き取った。

金 竜飛（きん りゅうひ）
声 - 若本規夫（アニメ『2』、パチスロ『2』、あしたのジョー 〜まっ白に燃え尽きろ!〜） / 小宮和枝（『2』幼少期） / 古川登志夫（劇場版2） / 徳山靖彦（ボクシングマニア版）
韓国出身のボクサーで、東洋太平洋バンタム級チャンピオン。1945年生まれ。冷徹ささえ感じさせる正確無比のテクニックから、「氷のチャンピオン」「精密機械」「戦うコンピューター」など数々の異名を持つ。5歳の時、朝鮮戦争での悲惨な経験から血を見るのが苦手になり、試合後は手を入念に洗わないと気が済まないトラウマを負う。戦争による食料不足の時代に幼少期をおくったため、胃袋が小さいままで、ゆえに減量苦もない。そうした過去のトラウマを自分の強さのよりどころにしている節があったが、力石の死を思い出して奮起し鬼気迫る勢いで迫るジョーに気圧され、顔から流血したジョーの姿を見て過去を思い出してしまい、隙を見せた末に敗退する。相手をダウンさせる隙を与えないほど（左へよろめいたら右から、右へよろめいたら左からのパンチで）殴り続ける「チョムチョム（舞々）」作戦が得意技。
漫画版では27歳だが、アニメ版では朝鮮戦争の時期（1950年）とアニメ2期の放映時期（1981年）との問題で珍しい36歳の高齢ボクサーという設定になった。劇場版では、ほぼ試合はダイジェストのみで、ジョーの減量苦や彼の生い立ちも丸々カットされている。

レオン・スマイリー
声 - 小森創介（パチスロ『2』）
アニメ版オリジナルキャラクター。WBCとWBAの世界バンタム級1位にランクされる強豪で、13人目のキングと呼ばれている。トランプが得意。ジョーの対戦相手としてテレビ関東が日本に呼び寄せるが、ジョーはホセとの対戦を目指していたため、他のボクサーとの対戦に消極的であったが、この試合の勝者がその後行われるバンタム級統一戦の王者と対戦することを知り、ホセの勝利を確信するジョーが、最高の王者と闘うなら最高の挑戦者でいるべきという理由から対戦する。鉄壁のディフェンスと抜群のパンチ能力を誇り、一方でジョーの長所を見抜き作戦を変更するなどボクサーとしての資質は一流であり、序盤ではその卓越したテクニックでジョーを窮地に追いやるが、左側からの攻撃の際の手薄な防御を付かれ、形勢を逆転される。しかしながら、勝利への執念から何度ダウンされても立ち上がり、ジョーを感服させる。試合は最終ラウンドまでもつれ込みジョーが判定勝ちをものにするが、これはジョーのボクシング人生で唯一の判定勝ちである。試合後、ジョーと交流し、互いの健闘をたたえながらホセに勝利し王者になった時にもう一度闘おうと約束したが、ジョーと別れた後、ドライブしていた最中、衝突事故をおこして死亡する。

ハリマオ
声 - 田口昂（2、パチスロ『2』） / 下崎紘史（あしたのジョー 〜まっ白に燃え尽きろ!〜） / 谷昌樹（闘打 ～タイピング泪橋～）
マレーシア出身の野生児ボクサー。色黒で小柄な体格。言葉は現地語しか分からず、精神年齢も高い方ではない。チョコレートが大好物で、興奮して暴れる彼をなだめるのに使われている。ジャングルの村にやって来たイギリス人からボクシングを教わり、現地において野性味あふれる精神や運動能力を駆使して活躍した。葉子がジョーの野性味を復活させようとジムの幹部に命じて探し出し、ジョーの東洋太平洋バンタム級王座に挑戦する。
その身体能力と、小さくジャンプして回転してから繰り出す回転アッパーを武器としてジョーを翻弄し1度はダウンを奪う。しかし、相手の回転に合わせて真上からジャンプして全体重を乗せ、回転の加速度を逆用した強烈なパンチを浴びせるというジョーの奇策によってダメージを負わされる。そこから生じた恐怖心から恐慌状態に陥り、リング上を逃げ回ってまともな試合が続けられなくなったため反則負けを喫した。

ホセ・メンドーサ
声 - 宮村義人（2） / 岡田眞澄（劇場版2）  / 楠大典（闘打 ～タイピング泪橋～） / 岸野幸正（ボクシングマニア版） / 田中総一郎（あしたのジョー 〜まっ白に燃え尽きろ!〜） / 堀内賢雄 （パチスロ『2』）
メキシコ出身のボクサーでバンタム級チャンピオン。くちひげが特徴。「コンピューター付きファイティングマシーン」と呼ばれるほどの正確な技術と、冷静沈着な頭脳をもつボクサー。世界中から「キング・オブ・キングス」の異名で呼ばれている。単に強いだけではなく、非常に紳士的かつ常に愛する妻子への思いやりを欠かさない人格者。ある意味ジョーとは境遇、性格とも正反対な人物。
ジョーとは祝賀パーティで出会い、カーロスに関する誤解が解けた後は最大のライバルと見なすようになる。その後、WBA同級王者カロルド・ゴメスを倒しバンタム級の統一王者になった。カーロス・リベラをたった一撃のコークスクリューパンチで、パンチドランカーにしてしまうほどパンチ力が強く、さらに、後にホセと対戦したWBA王者カロルドに至っては、死亡したほど。アニメではハワイでクレー射撃や乗馬をしていた。
ジョーとの試合では序盤は圧倒的に勝っていたが、そのダメージでジョーは片目が見えなくなり、自分でもどこに飛ぶか分からないパンチを打ちだすようになった。その変則性にホセは対応できず、パンチをもらいつづけ、ダメージを蓄積する。壮絶な打ち合いの末、判定で勝利を収めたものの、試合を進める中で、廃人になることも厭わぬジョーの亡者のごとき執念に次第に恐怖を感じ、しばし取り乱して反則行為におよぶほど精神的に追い詰められ、試合終了後はその恐怖に白髪になってしまった。

### ドヤ街の住人
サチ
声 - 白石冬美 （アニメ『1』、劇場版、アニメ『2』、パチスロ『2』） / 堀江ゆき（あしたのジョー 〜まっ白に燃え尽きろ!〜）
演 - 溜呂木寿々江（1970年実写映画版） / 畠山彩奈（2011年実写映画版）
ジョーを兄貴分と慕うドヤ街の子供たちの紅一点。赤いスカートと下駄を常用。屋台のおでんを盗み食いして、ヤクザ鬼姫会に捕まったところをジョーに救われた。ジョーに好意を寄せている。
キノコ
声 - 牛崎敬子（アニメ『1』） / 堀絢子（劇場版『2』、アニメ『2』、パチスロ『2』） / 鈴木真仁（あしたのジョー 〜まっ白に燃え尽きろ!〜）
ジョーを兄貴分と慕うドヤ街の子供たちの一人。大きめサイズの鳥打帽を被っている、背の低い男の子。
太郎（たろう）
声 - 増岡弘（アニメ『1』） / 丸山裕子（劇場版） / 鈴木清信（アニメ『2』、パチスロ『2』） / 肝付兼太（劇場版2） / 堀田勝（あしたのジョー 〜まっ白に燃え尽きろ!〜）
ジョーが来るまでのドヤ街の子供たちの最年長でリーダー格。ツギハギだらけの学生服を着用。ジョーと初めて出会った際に因縁をつけ喧嘩を仕掛けるが、返り討ちに遭う。それ以降、ジョーを兄貴分として慕うようになる。
ヒョロ松
声 - 肝付兼太（話数により嶋俊介）（1）
ジョーを兄貴分と慕うドヤ街の子供たちの一人。痩せ型の出っ歯の少年。原作ではチュー吉だが、アニメ版第1作では名称が変更されていた。
チュー吉
声 - つかせのりこ（劇場版『2』、『2』） / 渡辺久美子 （パチスロ『2』）
ジョーを兄貴分と慕うドヤ街の子供たちの一人。痩せて出っ歯の少年。アニメ版第1作では名称が変更されていたが、アニメ版第2作で原作に準拠した名称に戻った。しかし、髪型はボサボサ頭へと変更されている。
トン吉
声 - 八奈見乗児（アニメ『1』） / 丸山裕子（劇場版『2』、アニメ『2』） / 青山桐子 （パチスロ『2』） / 下崎紘史（あしたのジョー 〜まっ白に燃え尽きろ!〜）
ジョーを兄貴分と慕うドヤ街の子供たちの一人。いびつな坊主頭に、ブタ鼻でほっぺたの赤い男の子。いつも豆腐屋のラッパを吹いている。
チビ
声 - 麻生みつ子（アニメ『1』）
ジョーを兄貴分と慕うドヤ街の子供たちの一人。目が小さく眉毛がハの字でイガグリ坊主の男の子。
ゴンタ
ジョーを兄貴分と慕うドヤ街の子供たちの一人。初期には頻繁に登場していたが、中盤からは登場機会が減っている。
林 紀子（はやし のりこ）
声 - 小沢かおる（アニメ『1』） / 白石冬美（アニメ『1』50話のみ） / 森脇恵（アニメ『2』） / 藤田淑子（劇場版『2』） / 鈴木真仁（あしたのジョー 〜まっ白に燃え尽きろ!〜） / 佐藤利奈（パチスロ『2』）
泪橋にある林食料品店（林屋）の一人娘。本作のもう一人のヒロイン。愛称は「紀（のり）ちゃん」。明るく優しい性格で、林屋の看板娘とされている。一時期、ジョーに好意を抱き、甲斐甲斐しく丹下ジムに出入りして世話を焼いていたが、ジョーの「真っ白な灰だけが残る」という言葉に、自分にはジョーの後を付いて行くことは出来ないと悟り、ジョーを諦め、後に西と結婚する。ジョーは初対面時に葉子と見間違えるほどの美人。
林 敬七（はやし けいしち）
声 - 和久井節緒（アニメ『1』） / 矢田稔（アニメ『2』）
林食料品店の主人で紀子の父。小柄な外見に似ず、少年院帰りの西とジョーを快く雇ってやる優しさと大きな度量の持ち主。
林 玉子（はやし たまこ）
声 - 阿部光子（1） / 斉藤昌（2）
敬七の妻で紀子の母。豪快な「肝っ玉母さん」タイプの女性。普段はジョーに厳しく接するが、根は優しい性格。

## その他の登場人物（五十音順）
青山 まもる（あおやま まもる）
声 - 小宮山清（1） / 千葉繁（2） / 西脇保（ボクシングマニア版） / 堀田勝（あしたのジョー 〜まっ白に燃え尽きろ!〜）
演 - 小松政夫（1970年実写映画版）
東光特等少年院で一番ひ弱な少年で院生からは「青びょうたん」とばかにされていたが、丹下のコーチによって高度なテクニック「こんにゃく戦法」を習得し、少年院の寮対抗ボクシング大会でジョーを苦戦させる。それはジョーに防御を覚えさせるための丹下の計らいであった。試合前までジョーに憎まれていたが、試合後丹下の意図を理解したジョーとの間に友情が生まれる。そしてこの戦法は後にホセ戦でジョーが活かすこととなった。
アップル加藤（アップル かとう）
力石戦後のジョーが復帰第2戦で闘った巻き毛カーリーヘアの猿顔ボクサー。原作はおろかアニメ第1作にも登場しないアニメ版第2作オリジナルのキャラクターで、バンタム級新人王にも輝いたホープという設定。
稲葉 粂太郎（いなば くめたろう）
声 - 小林清志（1） / 竹本英史（あしたのジョー 〜まっ白に燃え尽きろ!〜）
ジョーがドサ周りの草拳闘に身を投じたときの草拳闘ボクサーのリーダー。かつては日本フェザー級タイトルの挑戦者だった。草拳闘ボクサーの中で浮き上がっていたジョーに対する唯一の理解者となる。ジョーとの試合の途中で彼に中央へ戻ることを促し、ジョーが試合を放棄して去った後、皆で祝福した。
ウスマン・ソムキッド
声 - 近田英紀（あしたのジョー 〜まっ白に燃え尽きろ!〜）
タイのバンタム級チャンピオンにして東洋太平洋バンタム級5位の選手。愛称は「ソーマー」。キックボクシングから転向したことでスリップ・ダウンすらしたことがない体を駆使していたが、ジョーとの対戦ではボディーへの攻撃を受けるべくガードを下げたところ顔面に強打を受け、敗北。
大井川 豪平（おおいがわ ごうへい）
声 - 大木民夫（1）
丹下ジムの向う岸に掘っ立て小屋を建てて、押しかけホームドクターとして売り込んできた医者。
ガイコツ
声 - 城山堅（1） / 沢りつお（2）
野菊島の東光特等少年院でジョーや西と同じ第六寮だった院生。本名は不明。実家が銭湯を営んでおり、そこで女湯を出歯亀したために少年院入りさせられた。少年院以来登場はなかったが、ジョーとホセの世界戦では会場に足を運んでいる。
カロルド・ゴメス
アニメ版オリジナルキャラクター。WBAの世界バンダム級王者で4年にわたり王座を防衛する不敗の強豪王者。ジョーと対戦したレオン・スマイリーは、かつてカロルドのスパーリングパートナーであった。WBC王者であるホセと統一戦を行い、一時はホセを追い詰めるが、ホセの強打の前に倒され、その時のダメージがもとで死亡する。
ゲリラ
声 - 飯塚昭三（1） / 田中亮一（劇場版） / 鈴置洋孝（2）
野菊島の東光特等少年院でジョーや西と同じ第六寮だった長髪の院生。本名は不明。少年院にジョーが来るまでは、寮内のリーダー格だった。
剣持 健（けんもち けん）
東洋太平洋バンタム級チャンピオンの金竜飛が来日してノンタイトル10回戦を行うに当たり、2階級上のライト級にもかかわらず対戦相手として選ばれた大洋ジム所属のボクサー。
ゴロマキ権藤（ゴロマキ ごんどう）
声 - 大塚周夫（1） / 渡部猛（2、劇場版2、パチスロ版） / 岩崎征実（あしたのジョー 〜まっ白に燃え尽きろ!〜） / 立木文彦（パチスロ あしたのジョー2版）
全国のやくざ組織を雇われ歩く喧嘩のプロ。『ゴロマキ』はやくざの世界で喧嘩を意味する。ボクサーを引退してヤクザの用心棒になっていたウルフ金串との喧嘩では顎を砕いて圧倒したが、戦意を失ったウルフになおも挑みかかる態度に怒ったジョーによって倒される。だがジョーに敬意を抱き、ウルフとの喧嘩がきっかけで警察沙汰になりかけたその場から密かにジョーを脱出させ、後にはハリマオ対策の特訓に協力する。アニメ版第2作ではジョーの理解者として登場回数が多くなる。強面の風貌とは対照的に常に紳士的で、ジョーにも敬語で接している。
サム・イアウケア
ハワイのフェザー級チャンプ。サトウキビを担ぐ労働者上がりのハードパンチャーで90％台のKO率を誇り「ハワイの猛牛」の異名をとる。
作中にてホセと対戦したがコークスクリューパンチで1ラウンドでKOされてしまった。再起不能と思われる重傷を負った。
須賀 清（すが きよし）
声 - 堀勝之祐（2） / 四宮豪（パチスロ あしたのジョー2版）
アニメ版第2作のオリジナルキャラ。フリーのルポライターだが、特ダネを仕込んで新聞や週刊誌に売り込む「トップ屋」。学生時代にボクシングをやっており、ジョーをデビュー時から追いかけている。
滝川 修平（たきがわ しゅうへい）
声 - 吉川寛司（あしたのジョー 〜まっ白に燃え尽きろ!〜）
東洋バンタム級8位から、同6位の吉岡満にKO勝ちして6位に浮上した横倉ジムのホープ。ジョーの挑戦者としてマレーシアから呼び寄せたハリマオを東洋太平洋のランキングに入れるため、白木葉子から法外なファイトマネーを餌に、ハリマオの日本デビュー戦の相手に指名され、ハリマオの超変則的なファイトスタイルに翻弄され倒される。アニメ版ではすでにハリマオが東洋太平洋のランカーとなっていて、来日第一戦でジョーと対戦するため登場しない。
Dr.キニスキー
声 - マイク・バーロー（2） / 内海賢二（劇場版） / 高杉航大（あしたのジョー 〜まっ白に燃え尽きろ!〜）
ボクサーの健康管理に関する研究で世界的な権威とされるハワイ大学の医学博士。ホセ・メンドーサの主治医も兼ねており、パンチドランカー症状を診断する見識に優れる。禿げ頭にチョビひげで恰幅のいい中年男性。
南郷 浩二（なんごう こうじ）
日本バンダム級2位のボクサーで、タイガー尾崎、原島龍と立て続けに負けた丈に対し、最後の「ジョーへの合法的な抹殺」の刺客として対戦する。前の2戦で丈が顔面にパンチが打てない事を知っているため、わざと顔面をがら空きにしてボディへの防御に徹し、試合を優位にすすめ、業を煮やした丈が顔面にパンチを放つも、その瞬間嘔吐し丈の反則負けとなり勝利する。その後、カーロス・リベラの来日第1戦目の相手として対戦し、カーロスの演技により試合を優位に進めているように錯覚させ、カーロスが闇雲に打ったラッキーパンチ（そう見せかけた反則の肘打ちを交えた狙いすましたパンチ）によりKO負けとなる。
沼田（ぬまた）
声 - 小林清志（1）
少年院の院生。東光特等少年院の寮対抗ボクシング大会（第2回）に向けて、第七寮からの代表に確実視されていた。しかし、寮対抗の選手決定戦において同じく第七寮所属の青山に血だるまにされ、医務室へ運び込まれた。
パンチョ・レオ
声 - 立壁和也（1）
フィリピンのバンタム級8位で、全身に無数の古傷を持つキャリア10年のベテラン選手。全盛期には東洋タイトルに挑戦した実力者でフットワークは衰えたがパンチ力は健在と段平から評された。フェザーからバンタムへ転向した力石徹の、バンタム級でのデビュー戦の相手として呼び寄せられた。
原島 龍（はらしま りゅう）
日本バンダム級1位のボクサーで、タイガー尾崎戦で敗れた丈への「ジョーへの合法的な抹殺」の2人目の刺客として対戦する。タイガー尾崎のアドバイスにより丈が顔面を打てない事を知っているため、わざと顔面の防御をせずに丈を挑発し、激怒した丈が顔面に渾身のパンチを放つも、その瞬間にリング上で嘔吐し、丈の反則負けとなり勝利する。その後、カーロス・リベラの来日第2戦目の相手として対戦し、カーロスの演技により試合を優位に進めているように錯覚させ、ラウンド終了間際に狙いすましたカーロスのパンチでコーナーへ戻った直後に失神し、面子を気にしたジムの会長の判断で、試合中に足を痛めたと誤魔化し棄権しTKO負けとなる。
ハリー・ロバート
声 - 桑原たけし（1、あしたのジョー 〜まっ白に燃え尽きろ!〜） / 池水通洋（2、劇場版2） / 酒巻光宏（パチスロ あしたのジョー2版）
カーロスの腕利きのマネージャーで、通称「ドルを呼ぶ男」。ベネズエラの貧民街でカーロスをスカウトした。白木葉子の招きでカーロスと共に来日した。世界チャンピオン戦でカーロスが1ラウンドで負けて廃人になり、彼を見捨ててしまう。その後については不明。
松木（まつき）
声 - 鈴置洋孝（2） / 田尻浩章（パチスロ あしたのジョー2版）
アニメ版第2作に登場する、白木葉子の忠実な秘書。下の名は不明。髪を七・三に分け眼鏡をかけた、謹厳実直そうな若い男。原作では禿げてチョビひげを生やした中年であった。
Missオヤマ
声 - 田の中勇（1）
マンモス西の応援を依頼された、元女形のオカマ。紀子のセーラー服とスカーフで変装した。
村上 輝明（むらかみ てるあき）
声 - 及川ヒロオ（2）
元・全日本ライト級チャンプの経歴を持つが、10年前に引退した焼き鳥屋台の親父。かつて海外で、まだ新人だった頃のホセ・メンドーサと対戦したことがあり、ホセのことを聞くためにジョーが会いに行く。原作およびアニメ版第1作には登場しないが、アニメ版第2作オリジナルキャラクターで第26話に登場した。
村瀬 武夫（むらせ たけお）
声 - 吉川寛司（あしたのジョー 〜まっ白に燃え尽きろ!〜）
プロボクシング六回戦に念願のデビューを果たしたジョーが、プロのリングで闘った最初のボクサー。
ユリ
声 - 野沢雅子（1）
ドサ回り巡業の同僚・稲葉と山歩きをしている途中で足をくじいたジョーが手当てをしてもらった桧山牧場の娘。原作には登場しないオリジナルキャラクターで、アニメ版第1作の第69話に登場した。